# Вологин, Александр Григорьевич
Александр Григорьевич Вологин — советский хозяйственный, государственный и политический деятель.

## Биография
Родился в 1897 году. Член ВКП(б) с 1925 года.
Переселился на Дальний Восток из западных губерний Российской империи. С 1913 года — на хозяйственной, общественной и политической работе. В 1913—1939 гг. — рабочий, участник Гражданской войны, красногвардеец-партизан, участник Инского боя, машинист в депо станции Ин Уссурийской железной дороги, приёмщик Наркомата путей сообщения СССР.
Избирался депутатом Совета национальностей Верховного Совета СССР 1-го созыва от Еврейской автономной области.
Скоропостижно скончался в 1939 году в Москве на сессии Верховного Совета СССР. Урна с прахом захоронена в братской могиле 150 народоармейцев на станции Ин.